# Zdenko Balog
Zdenko Balog (Zagreb, 1958.), hrvatski povjesničar umjetnosti. Završio je Školu primijenjene umjetnosti, a zatim Filozofski fakultet u Zagrebu (povijest umjetnosti i komparativne književnosti). Diplomirao je 1983., a magistrirao deset godina kasnije na katedri za vizualne komunikacije i dizajn s temom Vizualni identitet modnog žurnala u Hrvatskoj. Godine 2012. stječe akademski status doktora znanosti obranom doktorske teze Graditeljska baština Hermana Celjskoga i njeni odrazi u zapadnoj Slavoniji 15. stoljeća. Najpoznatiji je po dvjema opširnim i fotografijama bogato popunjenim knjigama u koje je sažeo svoja putovanja i istraživanja kulturno-povijesne umjetničke spomeničke baštine svih hrvatskih gradova, Gradovi kontinentalne Hrvatske iz 2013. te Gradovi jadranske Hrvatske iz 2014. godine.
Još tijekom studija pokazao je sklonost terenskom i istraživačkom radu, tako da u Istri sudjeluje u istraživanju Rašporskog kapetanata (obrambenog sustava kontinentalne Istre). Istraživanja gradića Roča sažet će u knjigu Roč u srednjem vijeku objavljenu 2005. godine. Po završetku studija radi kao kustos u dvorcu Trakošćan, s posebnom brigom za spomenički kompleks bivšeg pavlinskog samostana u Lepoglavi. Razvija posebnu naklonost prema gotičkoj umjetnosti devet godina (1986. – 1995.) istražujući lepoglavsku crkvu i samostan i razdoblje od kraja 14. do polovine 15. st. u sjevernoj Hrvatskoj i slovenskoj Štajerskoj. Vodi arheološke radove na lepoglavskom spomeničkom kompleksu i osmišljava prijedlog za buduću muzeološku prezentaciju Trakošćana. Inicira i vodi prve četiri godine Lepoglavskih dana te pokreće i uređuje Lepoglavski zbornik.
Godine 1995. seli u Križevce i dobiva stalan posao u Narodnom sveučilištu/Pučkom otvorenom učilištu. Tada počinje istraživati srednjovjekovnu i novovjekovnu povijest križevačkog kraja, na temelju čega izdaje 2003. knjigu posvećenu 750. obljetnici križevačkih gradskih povlastica Križevačko kalnička regija u srednjem vijeku. Uređuje priloge Buzetskih dana i Buzetskog zbornika, časopisa Peristil, Kaj, Cris itd.